# Svetlana Moskalec
Svetlana Moskalec-Akimova (rusko Светлана Москалец-Акимова), ruska atletinja, * 22. januar 1969, Mitišči, Sovjetska zveza.
Nastopila je na poletnih olimpijskih igrah leta 1996 in zasedla štirinajsto mesto v sedmeroboju. Na svetovnih prvenstvih je v isti disciplini osvojila naslov podprvakinje leta 1995, na svetovnih dvoranskih prvenstvih pa naslov prvakinje v peteroboju istega leta.